# St. Peter (Minnesota)
St. Peter ist eine Stadt (mit dem Status „City“) und Verwaltungssitz des Nicollet County im Süden des US-amerikanischen Bundesstaates Minnesota. Das U.S. Census Bureau hat bei der Volkszählung 2020 eine Einwohnerzahl von 12.066 ermittelt.

## Geografie
St. Peter liegt am linken Ufer des Minnesota River auf 44°19′25″ nördlicher Breite und 93°57′29″ westlicher Länge. Die Stadt erstreckt sich über 14,94 km².
Benachbarte Orte von St. Peter sind Le Sueur (19 km nördlich), Cleveland (9,7 km östlich), Kasota (am gegenüberliegenden Ufer des Minnesota River an der südlichen Stadtgrenze), Mankato (20,3 km südlich) und Nicollet (20,5 km westlich).
Die nächstgelegenen größeren Städte sind Minneapolis (110 km nordöstlich), Minnesotas Hauptstadt Saint Paul (120 km in der gleichen Richtung), Rochester (146 km ostsüdöstlich), Iowas Hauptstadt Des Moines (366 km südlich), Omaha in Nebraska (484 km südwestlich), Sioux Falls in South Dakota (284 km westsüdwestlich) und Fargo in North Dakota (434 km nordwestlich).

## Verkehr

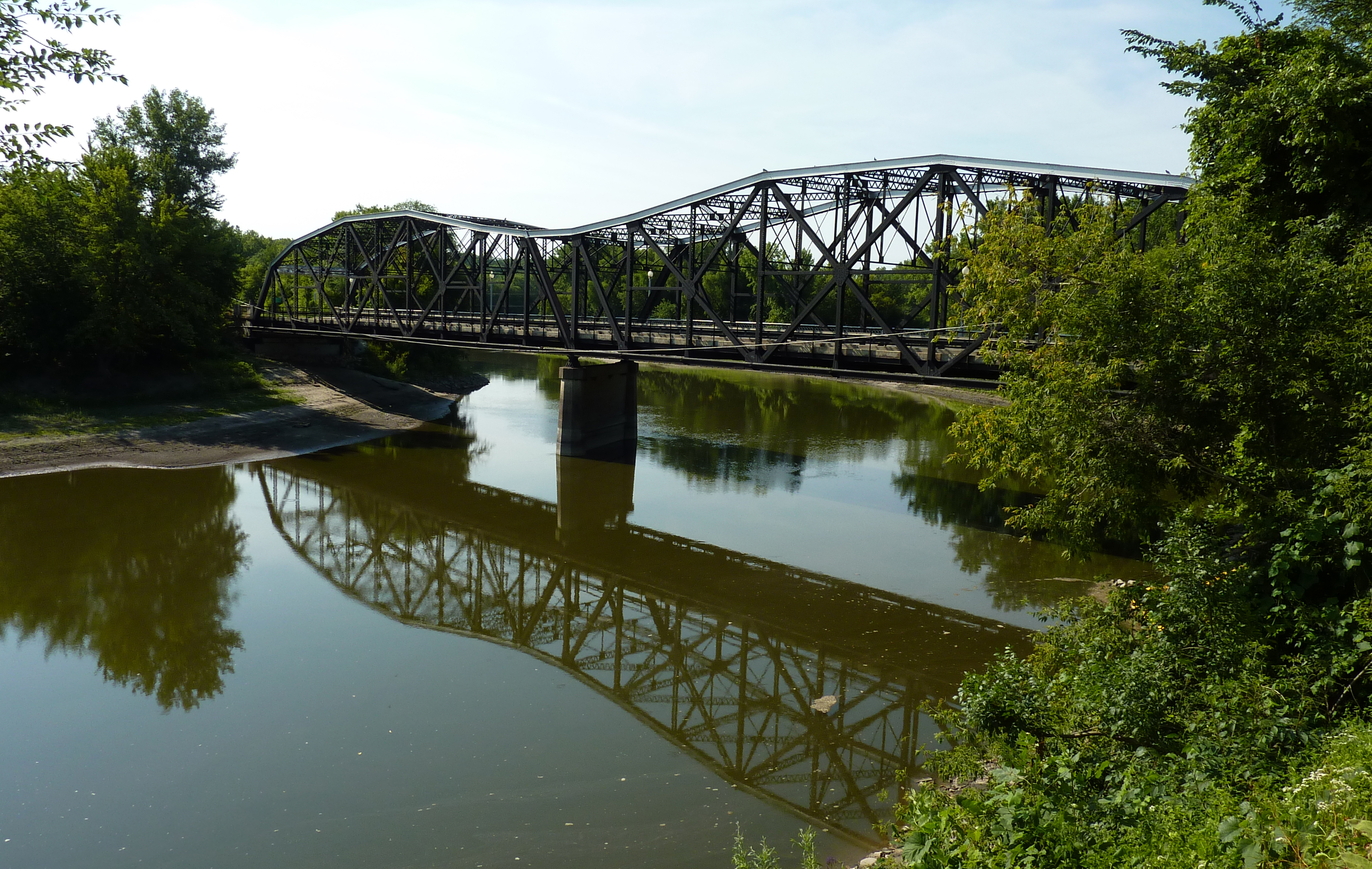
Broadway Bridge

Als Hauptstraße verläuft der entlang des Minnesota River führende U.S. Highway 169 durch die Stadt St. Peter. Dieser wird im Stadtzentrum von der Minnesota State Route 99 gekreuzt, der an der östlichen Stadtgrenze den Minnesota River über die Broadway Bridge überquert. Aus nordöstlicher Richtung führt die Minnesota State Route 22 in die Mitte der Stadt, die sie in südöstlicher Richtung über eine weitere Brücke über den Minnesota River wieder verlässt. Alle weiteren Straßen innerhalb von North Mankato sind untergeordnete Fahrwege oder innerstädtische Verbindungsstraßen.

Die nächstgelegenen kleineren Flugplätze sind der Mankato Regional Airport (15 km südlich) und der Le Sueur Municipal Airport (17,4 km nördlich). Der nächste Großflughafen ist der Minneapolis-Saint Paul International Airport (106 km nordöstlich).

## Demografische Daten
Nach der Volkszählung im Jahr 2010 lebten in St. Peter 11.196 Menschen in 3491 Haushalten. Die Bevölkerungsdichte betrug 749,4 Einwohner pro Quadratkilometer. In den 3491 Haushalten lebten statistisch je 2,44 Personen.
Ethnisch betrachtet setzte sich die Bevölkerung zusammen aus 90,1 Prozent Weißen, 3,3 Prozent Afroamerikanern, 0,6 Prozent amerikanischen Ureinwohnern, 1,6 Prozent Asiaten sowie 2,3 Prozent aus anderen ethnischen Gruppen; 2,0 Prozent stammten von zwei oder mehr Ethnien ab. Unabhängig von der ethnischen Zugehörigkeit waren 6,4 Prozent der Bevölkerung spanischer oder lateinamerikanischer Abstammung.
19,4 Prozent der Bevölkerung waren unter 18 Jahre alt, 69,0 Prozent waren zwischen 18 und 64 und 11,6 Prozent waren 65 Jahre oder älter. 50,5 Prozent der Bevölkerung war weiblich.

Das mittlere jährliche Einkommen eines Haushalts lag bei 48.173 USD. Das Pro-Kopf-Einkommen betrug 19.813 USD. 23,5 Prozent der Einwohner lebten unterhalb der Armutsgrenze.

## Bekannte Bewohner
- Horace Austin (1831–1905) – sechster Gouverneur von Minnesota – praktizierte als Rechtsanwalt in St. Peter
- John Albert Johnson (1861–1909) – 16. Gouverneur von Minnesota – geboren in St. Peter
- Andrew Ryan McGill (1840–1905) – zehnter Gouverneur von Minnesota – arbeitete als Lehrer in St. Peter
- James M. McPherson (* 1936) – Historiker, Autor und Pulitzer-Preisträger – studierte in St. Peter
- Rick Rude (1958–1999) – Wrestler – geboren in St. Peter
- Henry Adoniram Swift (1823–1869) – dritter Gouverneur von Minnesota – lebte und starb in St. Peter